# This Is My Time
This Is My Time è il terzo album della cantante statunitense Raven-Symoné, pubblicato nel 2004 dalla Hollywood Records.

## Tracce
1. Mystify
2. Backflip
3. What Is Love?
4. Overloved
5. Set Me Free
6. Alice
7. Just Fly Away
8. Bump
9. Life Is Beautiful
10. What's Real?
11. Grazing In The Grass
12. Typical
13. This Is My Time